# Your Eyes Tell
Your Eyes Tell (japonés: きみの瞳（め）が問いかけている, Rōmaji: Kimi no Me ga Toikakete iru), es una película japonesa la cual fue estrenada el 23 de octubre del 2020.
La película es un remake japonés de la película surcoreana "Always" estrenada en el 2011.

## Historia
Akari Kashiwagi, es una mujer que pierde la vista y a su familia en un accidente. Mientras trata de disfrutar de las pequeñas cosas de la vida, lucha por vivir felizmente. Cuando conoce a Rui Shinozaki, comienza a hablar con él luego de confundirlo con alguien más. Rui fue una vez un prometedor kickboxer, quien se desvincula de todos, luego de experimentar un suceso traumático en su pasado.
Pronto la sonrisa de Mei ocasiona un cambio en Rui, y entre más tiempo pasan juntos, poco a poco comienzan a enamorarse. Sin embargo cuando Rui se entera del accidente que sufrió Akari en el pasado y su conexión, decide participar en una lucha clandestina para poder pagar la cirugía ocular que le puede devolver la vista a Akari.

## Personajes[3]

### Personajes principales
| Actor            | Personaje             | Notas |
| ---------------- | --------------------- | ----- |
| Ryusei Yokohama  | Antonio Rui Shinozaki |       |
| Yuriko Yoshitaka | Akari Kashiwagi       |       |

### Personajes secundarios
| Actor                   | Personaje        | Notas |
| ----------------------- | ---------------- | ----- |
| Keita Machida           | Kyosuke Sakuma   |       |
| Kanna Mori              | Maiko            |       |
| Akane Sakanoue          | Keiko Tsunomori  |       |
| Jun Fubuki              | Mieko Ooura      |       |
| Tayama Ryosei           | Presidente Ouchi |       |
| Nomaguchi Tohru         | Ozaki Takafumi   |       |
| Eita Okuno              | Kuji Mitsuru     |       |
| Yoshinori Okada         | Susumu Sakamoto  |       |
| Yabe Kyosuke            | Jin Harada       |       |
| Hannya (Takeda Yoshido) | Kanei            |       |

## Producción
Es un remake japonés de la película surcoreana "Always" de Song Il-gon, estrenada el 20 de octubre del 2011, la cual fue protagonizada por la actriz Han Hyo-joo y el actor So Ji-sub, quienes interpretaron a Ha Jeong-hwa y Jang Cheol-min respectivamente.
La película fue dirigida por Miki Takahiro, quien contó en el guion con Yuichi Toyone.
Por otro lado la producción estuvo bajo el mando de suyoshi Matsushita, Mitsuru Uda y Yoshihiro Suzuki, mientras que la cinematografía fue realizada por Mitsuru Komiyama. 
La producción de la película comenzó a mediados de octubre del 2019. Y fue distribuida por Gaga Corporation a su estreno el 23 de octubre del 2020.

### Música
El 9 de julio del 2020 Yahoo Japón y otros medios de comunicación japoneses informaron que el grupo surcoreano BTS interpretaría la canción principal de la película titulada "Your Eyes Tell", la cual fue producida por Jungkook.
La canción es una pista del lado B del cuarto álbum de estudio japonés del grupo "Map of the Soul: 7 ~ The Journey ~".
A su estreno, además de que la canción fue muy bien recibida por el público nacional e internacional, Jungkook ha recibido muchos elogios por parte de los medios y los fans de todo el mundo, por sus habilidades como compositor y escritor. Jungkook se convirtió oficialmente en el primer artista extranjero en componer un OST para una película japonesa.
Debido a la popularidad de la canción en Japón, "Joysound Japan" lanzó una campaña de colaboración con la película Your Eyes Tell en la que la banda sonora compuesta por Jungkook será distribuida por tiempo limitado como una canción de karaoke con el fondo de escenas de la película.
Desde su lanzamiento el 14 de julio del mismo año, la canción ha tenido éxito, especialmente en el mercado musical japonés. Ubicándose en el puesto #1 en iTunes Japón. El OST también se ubicó en el puesto #1 de las listas japonesas populares: LINE Music Daily and Real-time, Mora Daily and Real-time y Recochoku Daily. También debutó en el puesto #1 en la lista Oricon Daily con 13,089 ventas, que se convirtieron en las mayores ventas de debut de BTS en esta lista. Se convirtió en el debut de transmisión más grande en Oricon para un acto coreano en la historia, con 5.1 millones de transmisiones antes de que Dynamite del grupo, asumiera el trono. En diciembre del mismo año se anunció que la canción continuaba con su 15a semana en el Billboard Japan's Hot 100.
En diciembre del 2020 se anunció que la canción ya había pasado un total de 17 semanas en el Billboard Japan Hot 100. También había pasado su semana 22ª en la lista Billboard Japan Streaming Song.
El 25 de diciembre del mismo año se anunció que la canción había obtenido la Certificación RIAJ Silver para Streaming por superar los 30 millones de reproducciones (una cifra enorme para una pista del lado B de un álbum japonés de BTS), también se anunció que había pasado 17 semanas en el Billboard Japan Hot 100.